# Оэвиль
Оэви́ль (фр. Hoëville) — коммуна во французском департаменте Мёрт и Мозель региона Лотарингия. Относится к  кантону Люневиль-Нор.	

## География
Оэвиль расположен в 19 км к востоку от Нанси. Соседние коммуны: Атьянвиль на востоке, Серр на юго-востоке, Друвиль, Желленонкур и Курбессо на юго-западе, Ремеревиль на западе, Эрбевиль-сюр-Амезюль на северо-западе.

## Демография
Население коммуны на 2010 год составляло 178 человек.
| 1962 | 1968 | 1975 | 1982 | 1990 | 1999 | 2010 |
| ---- | ---- | ---- | ---- | ---- | ---- | ---- |
| 131  | 130  | 125  | 122  | 115  | 124  | 178  |